# Pombares
Pombares fut une freguesia portugaise du concelho de Bragance, qui avait une superficie de 10,84 km2 pour une population de 41 habitants en 2011. Densité: 3,8 hab/km2. Elle disparut en 2013, dans l'action d'une réforme administrative nationale, ayant fusionné avec la freguesia de Rebordainhos pour former une nouvelle freguesia nommée União das Freguesias de Rebordainhos e Pombares.